# Tour de Eslovenia 2018
La 25.ª edición del Tour de Eslovenia (llamado oficialmente: Tour de Slovenie) fue una carrera de ciclismo en ruta por etapas que se celebró entre el 13 y el 17 de junio de 2018 en Eslovenia con inicio en la ciudad de Lendava y final en la ciudad de Novo Mesto sobre un recorrido de 664,1 kilómetros.
La carrera formó parte del UCI Europe Tour 2018, dentro de la categoría UCI 2.1
La carrera fue ganada por el corredor esloveno Primož Roglič del equipo Team LottoNL-Jumbo, en segundo lugar Rigoberto Urán (EF Education First-Drapac) y en tercer lugar Matej Mohorič (Bahrain-Merida).

## Equipos participantes
Tomaron parte en la carrera 22 equipos: 9 de categoría UCI WorldTeam; 5 de categoría Profesional Continental; 7 de categoría Continental y la selección nacional de Eslovenia. Formando así un pelotón de 151 ciclistas de los que terminaron 143. Los equipos participantes fueron:
| WorldTeams (9)- Bora-Hansgrohe - Katusha-Alpecin - Bahrain-Merida - EF Education First-Drapac p/b Cannondale - Dimension Data - Lotto NL-Jumbo - Mitchelton-Scott - Team Sunweb - UAE Team Emirates Equipos continentales profesionales (5)- Androni Giocattoli-Sidermec - Nippo-Vini Fantini-Europa Ovini - Gazprom-RusVelo - Israel Cycling Academy - CCC Sprandi Polkowice Equipos continentales (7)- Adria Mobil - Ljubljana Gusto Xaurum - Dukla Banská Bystrica - Elkov-Author - Meridiana Kamen - Sangemini-MG.Kvis - My Bike-Stevens Equipo nacional- Eslovenia |
| |

## Recorrido
La Tour de Eslovenia dispuso de cinco etapas donde se incluyó una contrarreloj individual, para un recorrido total de 664,1 kilómetros.
| Etapa     | Fecha     | Recorrido                 | type                    | Distancia (km) | Ganador           | Líder           |
| --------- | --------- | ------------------------- | ----------------------- | -------------- | ----------------- | --------------- |
| 1.ª etapa | 13 de jun | Lendava – Murska Sobota   |                         | 159            | Simone Consonni   | Simone Consonni |
| 2.ª etapa | 14 de jun | Maribor – Rogaška Slatina |                         | 152,7          | Dylan Groenewegen | Ben Hill        |
| 3.ª etapa | 15 de jun | Slovenske Konjice – Celje |                         | 175,7          | Rigoberto Urán    | Rigoberto Urán  |
| 4.ª etapa | 16 de jun | Liubliana – Kamnik        |                         | 155,2          | Primož Roglič     | Primož Roglič   |
| 5.ª etapa | 17 de jun | Trebnje – Novo Mesto      | contrarreloj individual | 21,5           | Primož Roglič     | Primož Roglič   |

## Desarrollo de la carrera

### 1.ª etapa
| Lendava - Murska Sobota |  | (159 km) |

| \| Clasificación de la etapa \| Clasificación de la etapa \| Clasificación de la etapa \| Clasificación de la etapa \| Clasificación de la etapa \| \| Ciclista \| Ciclista \| Equipo \| Tiempo \| \| \| ------------------------- \| ------------------------- \| ------------------------- \| ------------------------- \| ------------------------- \| \| 1.º \| Simone Consonni \| UAE Team Emirates \| 3 h 32 min 05 s \| \| \| 2.º \| Matteo Pelucchi \| Bora-Hansgrohe \| + 0 s \| \| \| 3.º \| Niccolò Bonifazio \| Bahrain-Merida \| + 0 s \| \| \| 4.º \| Luka Mezgec \| Mitchelton-Scott \| + 0 s \| \| \| 5.º \| Rick Zabel \| Katusha-Alpecin \| + 0 s \| \| \| 6.º \| Sondre Enger \| Israel Cycling Academy \| + 0 s \| \| \| 7.º \| Timo Roosen \| LottoNL-Jumbo \| + 0 s \| \| \| 8.º \| Rok Korošec \| My Bike-Stevens \| + 0 s \| \| \| 9.º \| Sacha Modolo \| EF Education First-Drapac \| + 0 s \| \| \| 10.º \| Luca Colnaghi \| Sangemini-MG.Kvis-Vega \| + 0 s \| \| |                   |                           |                 |
| |                   |                           |                 |
| Fuente: ProCyclingStats |                   |                           |                 |
| Clasificación de la etapa |                   |                           |                 |
| Ciclista | Ciclista          | Equipo                    | Tiempo          |
| 1.º | Simone Consonni   | UAE Team Emirates         | 3 h 32 min 05 s |
| 2.º | Matteo Pelucchi   | Bora-Hansgrohe            | + 0 s           |
| 3.º | Niccolò Bonifazio | Bahrain-Merida            | + 0 s           |
| 4.º | Luka Mezgec       | Mitchelton-Scott          | + 0 s           |
| 5.º | Rick Zabel        | Katusha-Alpecin           | + 0 s           |
| 6.º | Sondre Enger      | Israel Cycling Academy    | + 0 s           |
| 7.º | Timo Roosen       | LottoNL-Jumbo             | + 0 s           |
| 8.º | Rok Korošec       | My Bike-Stevens           | + 0 s           |
| 9.º | Sacha Modolo      | EF Education First-Drapac | + 0 s           |
| 10.º | Luca Colnaghi     | Sangemini-MG.Kvis-Vega    | + 0 s           |

| \| Clasificación general \| Clasificación general \| Clasificación general \| Clasificación general \| Clasificación general \| \| Ciclista \| Ciclista \| Equipo \| Tiempo \| \| \| --------------------- \| --------------------- \| ---------------------- \| --------------------- \| --------------------- \| \| 1.º \| Simone Consonni \| UAE Team Emirates \| 3 h 31 min 55 s \| \| \| 2.º \| Ben Hill \| Ljubljana Gusto Xaurum \| + 0 s \| \| \| 3.º \| Jon Božič \| Adria Mobil \| + 2 s \| \| \| 4.º \| Matteo Pelucchi \| Bora-Hansgrohe \| + 3 s \| \| \| 5.º \| Niccolò Bonifazio \| Bahrain-Merida \| + 4 s \| \| \| 6.º \| Juraj Bellan \| Dukla Banská Bystrica \| + 6 s \| \| \| 7.º \| Luka Mezgec \| Mitchelton-Scott \| + 8 s \| \| \| 8.º \| Rick Zabel \| Katusha-Alpecin \| + 10 s \| \| \| 9.º \| Sondre Enger \| Israel Cycling Academy \| + 10 s \| \| \| 10.º \| Timo Roosen \| LottoNL-Jumbo \| + 10 s \| \| |                   |                        |                 |
| |                   |                        |                 |
| Fuente: ProCyclingStats |                   |                        |                 |
| Clasificación general |                   |                        |                 |
| Ciclista | Ciclista          | Equipo                 | Tiempo          |
| 1.º | Simone Consonni   | UAE Team Emirates      | 3 h 31 min 55 s |
| 2.º | Ben Hill          | Ljubljana Gusto Xaurum | + 0 s           |
| 3.º | Jon Božič         | Adria Mobil            | + 2 s           |
| 4.º | Matteo Pelucchi   | Bora-Hansgrohe         | + 3 s           |
| 5.º | Niccolò Bonifazio | Bahrain-Merida         | + 4 s           |
| 6.º | Juraj Bellan      | Dukla Banská Bystrica  | + 6 s           |
| 7.º | Luka Mezgec       | Mitchelton-Scott       | + 8 s           |
| 8.º | Rick Zabel        | Katusha-Alpecin        | + 10 s          |
| 9.º | Sondre Enger      | Israel Cycling Academy | + 10 s          |
| 10.º | Timo Roosen       | LottoNL-Jumbo          | + 10 s          |

### 2.ª etapa
| Maribor - Rogaška Slatina |  | (152,7 km) |

| \| Clasificación de la etapa \| Clasificación de la etapa \| Clasificación de la etapa \| Clasificación de la etapa \| Clasificación de la etapa \| \| Ciclista \| Ciclista \| Equipo \| Tiempo \| \| \| ------------------------- \| ------------------------- \| ------------------------------- \| ------------------------- \| ------------------------- \| \| 1.º \| Dylan Groenewegen \| LottoNL-Jumbo \| 3 h 35 min 43 s \| \| \| 2.º \| Matteo Pelucchi \| Bora-Hansgrohe \| + 0 s \| \| \| 3.º \| Caleb Ewan \| Mitchelton-Scott \| + 0 s \| \| \| 4.º \| Simone Consonni \| UAE Team Emirates \| + 0 s \| \| \| 5.º \| Manuel Belletti \| Androni Giocattoli-Sidermec \| + 0 s \| \| \| 6.º \| Mark Cavendish \| Dimension Data \| + 0 s \| \| \| 7.º \| Dušan Rajović \| Adria Mobil \| + 0 s \| \| \| 8.º \| Damiano Cima \| Nippo-Vini Fantini-Europa Ovini \| + 0 s \| \| \| 9.º \| Rok Korošec \| My Bike-Stevens \| + 0 s \| \| \| 10.º \| Paolo Totò \| Sangemini-MG.Kvis-Vega \| + 0 s \| \| |                   |                                 |                 |
| |                   |                                 |                 |
| Fuente: ProCyclingStats |                   |                                 |                 |
| Clasificación de la etapa |                   |                                 |                 |
| Ciclista | Ciclista          | Equipo                          | Tiempo          |
| 1.º | Dylan Groenewegen | LottoNL-Jumbo                   | 3 h 35 min 43 s |
| 2.º | Matteo Pelucchi   | Bora-Hansgrohe                  | + 0 s           |
| 3.º | Caleb Ewan        | Mitchelton-Scott                | + 0 s           |
| 4.º | Simone Consonni   | UAE Team Emirates               | + 0 s           |
| 5.º | Manuel Belletti   | Androni Giocattoli-Sidermec     | + 0 s           |
| 6.º | Mark Cavendish    | Dimension Data                  | + 0 s           |
| 7.º | Dušan Rajović     | Adria Mobil                     | + 0 s           |
| 8.º | Damiano Cima      | Nippo-Vini Fantini-Europa Ovini | + 0 s           |
| 9.º | Rok Korošec       | My Bike-Stevens                 | + 0 s           |
| 10.º | Paolo Totò        | Sangemini-MG.Kvis-Vega          | + 0 s           |

| \| Clasificación general \| Clasificación general \| Clasificación general \| Clasificación general \| Clasificación general \| \| Ciclista \| Ciclista \| Equipo \| Tiempo \| \| \| --------------------- \| --------------------- \| ---------------------- \| --------------------- \| --------------------- \| \| 1.º \| Ben Hill \| Ljubljana Gusto Xaurum \| 7 h 07 min 33 s \| \| \| 2.º \| Matteo Pelucchi \| Bora-Hansgrohe \| + 3 s \| \| \| 3.º \| Simone Consonni \| UAE Team Emirates \| + 5 s \| \| \| 4.º \| Dylan Groenewegen \| LottoNL-Jumbo \| + 5 s \| \| \| 5.º \| Gašper Katrašnik \| Adria Mobil \| + 7 s \| \| \| 6.º \| Jon Božič \| Adria Mobil \| + 8 s \| \| \| 7.º \| Caleb Ewan \| Mitchelton-Scott \| + 11 s \| \| \| 8.º \| Juraj Bellan \| Dukla Banská Bystrica \| + 13 s \| \| \| 9.º \| Rok Korošec \| My Bike-Stevens \| + 15 s \| \| \| 10.º \| Luka Mezgec \| Mitchelton-Scott \| + 15 s \| \| |                   |                        |                 |
| |                   |                        |                 |
| Fuente: ProCyclingStats |                   |                        |                 |
| Clasificación general |                   |                        |                 |
| Ciclista | Ciclista          | Equipo                 | Tiempo          |
| 1.º | Ben Hill          | Ljubljana Gusto Xaurum | 7 h 07 min 33 s |
| 2.º | Matteo Pelucchi   | Bora-Hansgrohe         | + 3 s           |
| 3.º | Simone Consonni   | UAE Team Emirates      | + 5 s           |
| 4.º | Dylan Groenewegen | LottoNL-Jumbo          | + 5 s           |
| 5.º | Gašper Katrašnik  | Adria Mobil            | + 7 s           |
| 6.º | Jon Božič         | Adria Mobil            | + 8 s           |
| 7.º | Caleb Ewan        | Mitchelton-Scott       | + 11 s          |
| 8.º | Juraj Bellan      | Dukla Banská Bystrica  | + 13 s          |
| 9.º | Rok Korošec       | My Bike-Stevens        | + 15 s          |
| 10.º | Luka Mezgec       | Mitchelton-Scott       | + 15 s          |

### 3.ª etapa
| Slovenske Konjice - Celje |  | (175,7 km) |

| \| Clasificación de la etapa \| Clasificación de la etapa \| Clasificación de la etapa \| Clasificación de la etapa \| Clasificación de la etapa \| \| Ciclista \| Ciclista \| Equipo \| Tiempo \| \| \| ------------------------- \| ------------------------- \| ------------------------------- \| ------------------------- \| ------------------------- \| \| 1.º \| Rigoberto Urán \| EF Education First-Drapac \| 4 h 00 min 56 s \| \| \| 2.º \| Daryl Impey \| Mitchelton-Scott \| + 0 s \| \| \| 3.º \| Primož Roglič \| LottoNL-Jumbo \| + 4 s \| \| \| 4.º \| Rafał Majka \| Bora-Hansgrohe \| + 4 s \| \| \| 5.º \| Ildar Arslanov \| Gazprom-RusVelo \| + 6 s \| \| \| 6.º \| Robert Kiserlovski \| Katusha-Alpecin \| + 11 s \| \| \| 7.º \| Marco Canola \| Nippo-Vini Fantini-Europa Ovini \| + 12 s \| \| \| 8.º \| Michael Storer \| Team Sunweb \| + 14 s \| \| \| 9.º \| Davide Formolo \| Bora-Hansgrohe \| + 14 s \| \| \| 10.º \| Matej Mohorič \| Bahrain-Merida \| + 17 s \| \| |                    |                                 |                 |
| |                    |                                 |                 |
| Fuente: ProCyclingStats |                    |                                 |                 |
| Clasificación de la etapa |                    |                                 |                 |
| Ciclista | Ciclista           | Equipo                          | Tiempo          |
| 1.º | Rigoberto Urán     | EF Education First-Drapac       | 4 h 00 min 56 s |
| 2.º | Daryl Impey        | Mitchelton-Scott                | + 0 s           |
| 3.º | Primož Roglič      | LottoNL-Jumbo                   | + 4 s           |
| 4.º | Rafał Majka        | Bora-Hansgrohe                  | + 4 s           |
| 5.º | Ildar Arslanov     | Gazprom-RusVelo                 | + 6 s           |
| 6.º | Robert Kiserlovski | Katusha-Alpecin                 | + 11 s          |
| 7.º | Marco Canola       | Nippo-Vini Fantini-Europa Ovini | + 12 s          |
| 8.º | Michael Storer     | Team Sunweb                     | + 14 s          |
| 9.º | Davide Formolo     | Bora-Hansgrohe                  | + 14 s          |
| 10.º | Matej Mohorič      | Bahrain-Merida                  | + 17 s          |

| \| Clasificación general \| Clasificación general \| Clasificación general \| Clasificación general \| Clasificación general \| \| Ciclista \| Ciclista \| Equipo \| Tiempo \| \| \| --------------------- \| --------------------- \| ------------------------------- \| --------------------- \| --------------------- \| \| 1.º \| Rigoberto Urán \| EF Education First-Drapac \| 11 h 08 min 34 s \| \| \| 2.º \| Daryl Impey \| Mitchelton-Scott \| + 4 s \| \| \| 3.º \| Primož Roglič \| LottoNL-Jumbo \| + 10 s \| \| \| 4.º \| Rafał Majka \| Bora-Hansgrohe \| + 14 s \| \| \| 5.º \| Ildar Arslanov \| Gazprom-RusVelo \| + 16 s \| \| \| 6.º \| Robert Kiserlovski \| Katusha-Alpecin \| + 21 s \| \| \| 7.º \| Marco Canola \| Nippo-Vini Fantini-Europa Ovini \| + 22 s \| \| \| 8.º \| Davide Formolo \| Bora-Hansgrohe \| + 24 s \| \| \| 9.º \| Michael Storer \| Team Sunweb \| + 24 s \| \| \| 10.º \| Matej Mohorič \| Bahrain-Merida \| + 25 s \| \| |                    |                                 |                  |
| |                    |                                 |                  |
| Fuente: ProCyclingStats |                    |                                 |                  |
| Clasificación general |                    |                                 |                  |
| Ciclista | Ciclista           | Equipo                          | Tiempo           |
| 1.º | Rigoberto Urán     | EF Education First-Drapac       | 11 h 08 min 34 s |
| 2.º | Daryl Impey        | Mitchelton-Scott                | + 4 s            |
| 3.º | Primož Roglič      | LottoNL-Jumbo                   | + 10 s           |
| 4.º | Rafał Majka        | Bora-Hansgrohe                  | + 14 s           |
| 5.º | Ildar Arslanov     | Gazprom-RusVelo                 | + 16 s           |
| 6.º | Robert Kiserlovski | Katusha-Alpecin                 | + 21 s           |
| 7.º | Marco Canola       | Nippo-Vini Fantini-Europa Ovini | + 22 s           |
| 8.º | Davide Formolo     | Bora-Hansgrohe                  | + 24 s           |
| 9.º | Michael Storer     | Team Sunweb                     | + 24 s           |
| 10.º | Matej Mohorič      | Bahrain-Merida                  | + 25 s           |

### 4.ª etapa
| Liubliana - Kamnik |  | (155,2 km) |

| \| Clasificación de la etapa \| Clasificación de la etapa \| Clasificación de la etapa \| Clasificación de la etapa \| Clasificación de la etapa \| \| Ciclista \| Ciclista \| Equipo \| Tiempo \| \| \| ------------------------- \| ------------------------- \| --------------------------- \| ------------------------- \| ------------------------- \| \| 1.º \| Primož Roglič \| LottoNL-Jumbo \| 3 h 44 min 53 s \| \| \| 2.º \| Matej Mohorič \| Bahrain-Merida \| + 33 s \| \| \| 3.º \| Rafał Majka \| Bora-Hansgrohe \| + 33 s \| \| \| 4.º \| Tadej Pogačar \| Ljubljana Gusto Xaurum \| + 33 s \| \| \| 5.º \| Rigoberto Urán \| EF Education First-Drapac \| + 33 s \| \| \| 6.º \| Michael Storer \| Team Sunweb \| + 33 s \| \| \| 7.º \| Ildar Arslanov \| Gazprom-RusVelo \| + 33 s \| \| \| 8.º \| Chris Hamilton \| Team Sunweb \| + 33 s \| \| \| 9.º \| Janez Brajkovič \| Adria Mobil \| + 33 s \| \| \| 10.º \| Iván Ramiro Sosa \| Androni Giocattoli-Sidermec \| + 33 s \| \| |                  |                             |                 |
| |                  |                             |                 |
| Fuente: ProCyclingStats |                  |                             |                 |
| Clasificación de la etapa |                  |                             |                 |
| Ciclista | Ciclista         | Equipo                      | Tiempo          |
| 1.º | Primož Roglič    | LottoNL-Jumbo               | 3 h 44 min 53 s |
| 2.º | Matej Mohorič    | Bahrain-Merida              | + 33 s          |
| 3.º | Rafał Majka      | Bora-Hansgrohe              | + 33 s          |
| 4.º | Tadej Pogačar    | Ljubljana Gusto Xaurum      | + 33 s          |
| 5.º | Rigoberto Urán   | EF Education First-Drapac   | + 33 s          |
| 6.º | Michael Storer   | Team Sunweb                 | + 33 s          |
| 7.º | Ildar Arslanov   | Gazprom-RusVelo             | + 33 s          |
| 8.º | Chris Hamilton   | Team Sunweb                 | + 33 s          |
| 9.º | Janez Brajkovič  | Adria Mobil                 | + 33 s          |
| 10.º | Iván Ramiro Sosa | Androni Giocattoli-Sidermec | + 33 s          |

| \| Clasificación general \| Clasificación general \| Clasificación general \| Clasificación general \| Clasificación general \| \| Ciclista \| Ciclista \| Equipo \| Tiempo \| \| \| --------------------- \| --------------------- \| ------------------------------- \| --------------------- \| --------------------- \| \| 1.º \| Primož Roglič \| LottoNL-Jumbo \| 14 h 53 min 27 s \| \| \| 2.º \| Rigoberto Urán \| EF Education First-Drapac \| + 33 s \| \| \| 3.º \| Rafał Majka \| Bora-Hansgrohe \| + 43 s \| \| \| 4.º \| Ildar Arslanov \| Gazprom-RusVelo \| + 49 s \| \| \| 5.º \| Matej Mohorič \| Bahrain-Merida \| + 52 s \| \| \| 6.º \| Michael Storer \| Team Sunweb \| + 57 s \| \| \| 7.º \| Tadej Pogačar \| Ljubljana Gusto Xaurum \| + 1 min 00 s \| \| \| 8.º \| Janez Brajkovič \| Adria Mobil \| + 1 min 07 s \| \| \| 9.º \| Robert Kiserlovski \| Katusha-Alpecin \| + 1 min 59 s \| \| \| 10.º \| Marco Canola \| Nippo-Vini Fantini-Europa Ovini \| + 2 min 00 s \| \| |                    |                                 |                  |
| |                    |                                 |                  |
| Fuente: ProCyclingStats |                    |                                 |                  |
| Clasificación general |                    |                                 |                  |
| Ciclista | Ciclista           | Equipo                          | Tiempo           |
| 1.º | Primož Roglič      | LottoNL-Jumbo                   | 14 h 53 min 27 s |
| 2.º | Rigoberto Urán     | EF Education First-Drapac       | + 33 s           |
| 3.º | Rafał Majka        | Bora-Hansgrohe                  | + 43 s           |
| 4.º | Ildar Arslanov     | Gazprom-RusVelo                 | + 49 s           |
| 5.º | Matej Mohorič      | Bahrain-Merida                  | + 52 s           |
| 6.º | Michael Storer     | Team Sunweb                     | + 57 s           |
| 7.º | Tadej Pogačar      | Ljubljana Gusto Xaurum          | + 1 min 00 s     |
| 8.º | Janez Brajkovič    | Adria Mobil                     | + 1 min 07 s     |
| 9.º | Robert Kiserlovski | Katusha-Alpecin                 | + 1 min 59 s     |
| 10.º | Marco Canola       | Nippo-Vini Fantini-Europa Ovini | + 2 min 00 s     |

### 5.ª etapa
| Trebnje - Novo Mesto | contrarreloj individual | (21,5 km) |

| \| Clasificación de la etapa \| Clasificación de la etapa \| Clasificación de la etapa \| Clasificación de la etapa \| Clasificación de la etapa \| \| Ciclista \| Ciclista \| Equipo \| Tiempo \| \| \| ------------------------- \| ------------------------- \| ------------------------- \| ------------------------- \| ------------------------- \| \| 1.º \| Primož Roglič \| LottoNL-Jumbo \| 24 min 46 s \| \| \| 2.º \| Jan Tratnik \| CCC Sprandi Polkowice \| + 27 s \| \| \| 3.º \| Josef Černý \| Elkov-Author \| + 36 s \| \| \| 4.º \| Jack Bauer \| Mitchelton-Scott \| + 38 s \| \| \| 5.º \| Thomas Scully \| EF Education First-Drapac \| + 44 s \| \| \| 6.º \| Luke Durbridge \| Mitchelton-Scott \| + 47 s \| \| \| 7.º \| Roger Kluge \| Mitchelton-Scott \| + 47 s \| \| \| 8.º \| Alex Dowsett \| Katusha-Alpecin \| + 52 s \| \| \| 9.º \| Vegard Stake Laengen \| UAE Team Emirates \| + 53 s \| \| \| 10.º \| Nils Politt \| Katusha-Alpecin \| + 56 s \| \| |                      |                           |             |
| |                      |                           |             |
| Fuente: ProCyclingStats |                      |                           |             |
| Clasificación de la etapa |                      |                           |             |
| Ciclista | Ciclista             | Equipo                    | Tiempo      |
| 1.º | Primož Roglič        | LottoNL-Jumbo             | 24 min 46 s |
| 2.º | Jan Tratnik          | CCC Sprandi Polkowice     | + 27 s      |
| 3.º | Josef Černý          | Elkov-Author              | + 36 s      |
| 4.º | Jack Bauer           | Mitchelton-Scott          | + 38 s      |
| 5.º | Thomas Scully        | EF Education First-Drapac | + 44 s      |
| 6.º | Luke Durbridge       | Mitchelton-Scott          | + 47 s      |
| 7.º | Roger Kluge          | Mitchelton-Scott          | + 47 s      |
| 8.º | Alex Dowsett         | Katusha-Alpecin           | + 52 s      |
| 9.º | Vegard Stake Laengen | UAE Team Emirates         | + 53 s      |
| 10.º | Nils Politt          | Katusha-Alpecin           | + 56 s      |

## Clasificaciones finales
- Las clasificaciones finalizaron de la siguiente forma:[4]

### Clasificación general
| \| Clasificación general \| Clasificación general \| Clasificación general \| Clasificación general \| Clasificación general \| \| Ciclista \| Ciclista \| Equipo \| Tiempo \| \| \| --------------------- \| --------------------- \| ------------------------- \| --------------------- \| --------------------- \| \| 1.º \| Primož Roglič \| LottoNL-Jumbo \| 15 h 18 min 13 s \| \| \| 2.º \| Rigoberto Urán \| EF Education First-Drapac \| + 1 min 50 s \| \| \| 3.º \| Matej Mohorič \| Bahrain-Merida \| + 2 min 14 s \| \| \| 4.º \| Tadej Pogačar \| Ljubljana Gusto Xaurum \| + 2 min 16 s \| \| \| 5.º \| Michael Storer \| Team Sunweb \| + 2 min 18 s \| \| \| 6.º \| Rafał Majka \| Bora-Hansgrohe \| + 2 min 21 s \| \| \| 7.º \| Josef Černý \| Elkov-Author \| + 3 min 09 s \| \| \| 8.º \| Janez Brajkovič \| Adria Mobil \| + 3 min 15 s \| \| \| 9.º \| Ildar Arslanov \| Gazprom-RusVelo \| + 3 min 15 s \| \| \| 10.º \| Vegard Stake Laengen \| UAE Team Emirates \| + 3 min 16 s \| \| |                      |                           |                  |
| |                      |                           |                  |
| Fuentes: ProCyclingStats Cycling Archives |                      |                           |                  |
| Clasificación general |                      |                           |                  |
| Ciclista | Ciclista             | Equipo                    | Tiempo           |
| 1.º | Primož Roglič        | LottoNL-Jumbo             | 15 h 18 min 13 s |
| 2.º | Rigoberto Urán       | EF Education First-Drapac | + 1 min 50 s     |
| 3.º | Matej Mohorič        | Bahrain-Merida            | + 2 min 14 s     |
| 4.º | Tadej Pogačar        | Ljubljana Gusto Xaurum    | + 2 min 16 s     |
| 5.º | Michael Storer       | Team Sunweb               | + 2 min 18 s     |
| 6.º | Rafał Majka          | Bora-Hansgrohe            | + 2 min 21 s     |
| 7.º | Josef Černý          | Elkov-Author              | + 3 min 09 s     |
| 8.º | Janez Brajkovič      | Adria Mobil               | + 3 min 15 s     |
| 9.º | Ildar Arslanov       | Gazprom-RusVelo           | + 3 min 15 s     |
| 10.º | Vegard Stake Laengen | UAE Team Emirates         | + 3 min 16 s     |

### Clasificación de la montaña
| Clasificación de la montaña | Clasificación de la montaña | Clasificación de la montaña | Clasificación de la montaña | Clasificación de la montaña |
| Ciclista                    | Ciclista                    | Equipo                      | Puntos                      |                             |
| --------------------------- | --------------------------- | --------------------------- | --------------------------- | --------------------------- |
| 1.º                         | Fausto Masnada              | Androni Giocattoli-Sidermec | 18 pts                      |                             |
| 2.º                         | Primož Roglič               | LottoNL-Jumbo               | 12 pts                      |                             |
| 3.º                         | Domen Novak                 | Bahrain-Merida              | 8 pts                       |                             |
| 4.º                         | Aleksandr Folíforov         | Gazprom-RusVelo             | 6 pts                       |                             |
| 5.º                         | Ben Hill                    | Ljubljana Gusto Xaurum      | 4 pts                       |                             |
| 6.º                         | Rigoberto Urán              | EF Education First-Drapac   | 4 pts                       |                             |
| 7.º                         | Rafał Majka                 | Bora-Hansgrohe              | 4 pts                       |                             |
| 8.º                         | Ildar Arslanov              | Gazprom-RusVelo             | 4 pts                       |                             |
| 9.º                         | Jai Hindley                 | Team Sunweb                 | 4 pts                       |                             |
| 10.º                        | Ziga Groselj                | Adria Mobil                 | 4 pts                       |                             |

### Clasificación por puntos
| Clasificación por puntos | Clasificación por puntos | Clasificación por puntos  | Clasificación por puntos | Clasificación por puntos |
| Ciclista                 | Ciclista                 | Equipo                    | Puntos                   |                          |
| ------------------------ | ------------------------ | ------------------------- | ------------------------ | ------------------------ |
| 1.º                      | Simone Consonni          | UAE Team Emirates         | 52 pts                   |                          |
| 2.º                      | Matteo Pelucchi          | Bora-Hansgrohe            | 44 pts                   |                          |
| 3.º                      | Primož Roglič            | LottoNL-Jumbo             | 41 pts                   |                          |
| 4.º                      | Rigoberto Urán           | EF Education First-Drapac | 37 pts                   |                          |
| 5.º                      | Rafał Majka              | Bora-Hansgrohe            | 30 pts                   |                          |
| 6.º                      | Matej Mohorič            | Bahrain-Merida            | 29 pts                   |                          |
| 7.º                      | Dylan Groenewegen        | LottoNL-Jumbo             | 25 pts                   |                          |
| 8.º                      | Ben Hill                 | Ljubljana Gusto Xaurum    | 24 pts                   |                          |
| 9.º                      | Ildar Arslanov           | Gazprom-RusVelo           | 21 pts                   |                          |
| 10.º                     | Tadej Pogačar            | Ljubljana Gusto Xaurum    | 19 pts                   |                          |

### Clasificación de los jóvenes
| Clasificación del mejor joven | Clasificación del mejor joven | Clasificación del mejor joven   | Clasificación del mejor joven | Clasificación del mejor joven |
| Ciclista                      | Ciclista                      | Equipo                          | Tiempo                        |                               |
| ----------------------------- | ----------------------------- | ------------------------------- | ----------------------------- | ----------------------------- |
| 1.º                           | Tadej Pogačar                 | Ljubljana Gusto Xaurum          | 15 h 20 min 29 s              |                               |
| 2.º                           | Michael Storer                | Team Sunweb                     | + 2 s                         |                               |
| 3.º                           | Jai Hindley                   | Team Sunweb                     | + 1 min 44 s                  |                               |
| 4.º                           | Iván Ramiro Sosa              | Androni Giocattoli-Sidermec     | + 6 min 45 s                  |                               |
| 5.º                           | Jakub Otruba                  | Elkov-Author                    | + 10 min 16 s                 |                               |
| 6.º                           | Dario Puccioni                | Sangemini-MG.Kvis-Vega          | + 17 min 08 s                 |                               |
| 7.º                           | Joan Bou                      | Nippo-Vini Fantini-Europa Ovini | + 17 min 49 s                 |                               |
| 8.º                           | Tilen Finkšt                  | Ljubljana Gusto Xaurum          | + 19 min 05 s                 |                               |
| 9.º                           | Martin Lavric                 | Eslovenia                       | + 19 min 17 s                 |                               |
| 10.º                          | Omer Goldstein                | Israel Cycling Academy          | + 20 min 40 s                 |                               |

### Clasificación por equipos
| Clasificación por equipos | Clasificación por equipos   | Clasificación por equipos | Clasificación por equipos |
| Equipo                    | Equipo                      | Tiempo                    |                           |
| ------------------------- | --------------------------- | ------------------------- | ------------------------- |
| 1.º                       | Team Sunweb                 | 46 min 05 s               |                           |
| 2.º                       | Gazprom-RusVelo             | + 6 min 01 s              |                           |
| 3.º                       | Bora-Hansgrohe              | + 6 min 19 s              |                           |
| 4.º                       | Androni Giocattoli-Sidermec | + 9 min 02 s              |                           |
| 5.º                       | Adria Mobil                 | + 11 min 04 s             |                           |
| 6.º                       | Elkov-Author                | + 14 min 41 s             |                           |
| 7.º                       | Bahrain-Merida              | + 21 min 31 s             |                           |
| 8.º                       | Katusha-Alpecin             | + 23 min 39 s             |                           |
| 9.º                       | UAE Team Emirates           | + 27 min 24 s             |                           |
| 10.º                      | Israel Cycling Academy      | + 27 min 29 s             |                           |

## Evolución de las clasificaciones
| Etapa                   | Vencedor                | Clasificación general | Clasificación de la montaña | Clasificación por puntos | Clasificación de los jóvenes | Clasificación por equipos |
| ----------------------- | ----------------------- | --------------------- | --------------------------- | ------------------------ | ---------------------------- | ------------------------- |
| 1.ª                     | Simone Consonni         | Simone Consonni       | Benjamin Hill               | Simone Consonni          | Jon Božič                    | Adria Mobil               |
| 2.ª                     | Dylan Groenewegen       | Benjamin Hill         | Benjamin Hill               | Matteo Pelucchi          | Jon Božič                    | Adria Mobil               |
| 3.ª                     | Rigoberto Urán          | Rigoberto Urán        | Primož Roglič               | Matteo Pelucchi          | Michael Storer               | Gazprom-RusVelo           |
| 4.ª                     | Primož Roglič           | Primož Roglič         | Fausto Masnada              | Simone Consonni          | Michael Storer               | Sunweb                    |
| 5.ª                     | Primož Roglič           | Primož Roglič         | Fausto Masnada              | Simone Consonni          | Tadej Pogačar                | Sunweb                    |
| Clasificaciones finales | Clasificaciones finales | Primož Roglič         | Fausto Masnada              | Simone Consonni          | Tadej Pogačar                | Sunweb                    |

## UCI World Ranking
El Tour de Eslovenia otorgó puntos para el UCI Europe Tour 2018 y el UCI World Ranking, este último para corredores de los equipos en las categorías UCI WorldTeam, Profesional Continental y Equipos Continentales. Las siguientes tablas muestran el baremo de puntuación y los 10 corredores que obtuvieron más puntos:
| Posición              | 1.º | 2.º | 3.º | 4.º | 5.º | 6.º | 7.º | 8.º | 9.º | 10.º | 11.º | 12.º | 13.º-15.º | 16.º-25.º |
| Clasificación general | 125 | 85  | 70  | 60  | 50  | 40  | 35  | 30  | 25  | 20   | 15   | 10   | 5         | 3         |
| Por etapa             | 14  | 5   | 3   |     |     |     |     |     |     |      |      |      |           |           |
| Líder                 | 3   |     |     |     |     |     |     |     |     |      |      |      |           |           |

| Clasificación | Clasificación        | Clasificación             | Clasificación | Clasificación | Clasificación | Clasificación |
| Posición      | Ciclista             | Equipo                    | General       | Etapa         | Líder         | Total         |
| ------------- | -------------------- | ------------------------- | ------------- | ------------- | ------------- | ------------- |
| 1.º           | Primož Roglič        | LottoNL-Jumbo             | 125           | 31            | 3             | 159           |
| 2.º           | Rigoberto Urán       | EF Education First-Drapac | 85            | 14            | 3             | 102           |
| 3.º           | Matej Mohorič        | Bahrain Merida            | 70            | 5             | -             | 75            |
| 4.º           | Tadej Pogačar        | Ljubljana Gusto Xaurum    | 60            | -             | -             | 60            |
| 5.º           | Michael Storer       | Sunweb                    | 50            | -             | -             | 50            |
| 6.º           | Rafał Majka          | Bora-Hansgrohe            | 40            | 3             | -             | 43            |
| 7.º           | Josef Černý          | Elkov-Author              | 35            | 3             | -             | 38            |
| 8.º           | Janez Brajkovič      | Adria Mobil               | 30            | -             | -             | 30            |
| 9.º           | Ildar Arslanov       | Gazprom-RusVelo           | 25            | -             | -             | 25            |
| 10.º          | Vegard Stake Laengen | UAE Emirates              | 20            | -             | -             | 20            |